# Live in Concert: Wildwood Springs
Live In Concert: Wildwood Springs è il settimo album dal vivo del gruppo folk rock statunitense America, pubblicato nel 2008.

## Tracce
1. Riverside (Dewey Bunnell) – 3:54
2. Ventura Highway (Bunnell) – 4:13
3. Daisy Jane (Gerry Beckley) – 3:20
4. Wind Wave (Bunnell) – 3:14
5. Pages (Bunnell, Beckley) – 4:37
6. Chasing The Rainbow (Beckley) – 2:47
7. One Chance (Beckley) – 5:02
8. I Need You (Beckley) – 2:46
9. Cornwall Blank / Hollywood (Bunnell) – 7:41
10. Tin Man (Bunnell) – 4:06
11. Submarine Ladies (Beckley) – 3:45
12. Inspector Mills (Beckley) – 5:15
13. Only In Your Heart (Beckley) – 3:18
14. Ride On (Bunnell, Adam Schlesinger) – 4:03
15. Baby It's Up To You (Beckley) – 2:13
16. Sandman (Bunnell) – 4:40
17. Sister Golden Hair (Beckley) – 4:38
18. All My Life (Beckley) – 3:16
19. A Horse with No Name (Bunnell) – 5:18